# Guerre de l'eau (Bolivie)
Pour les articles homonymes, voir Guerre de l'eau.

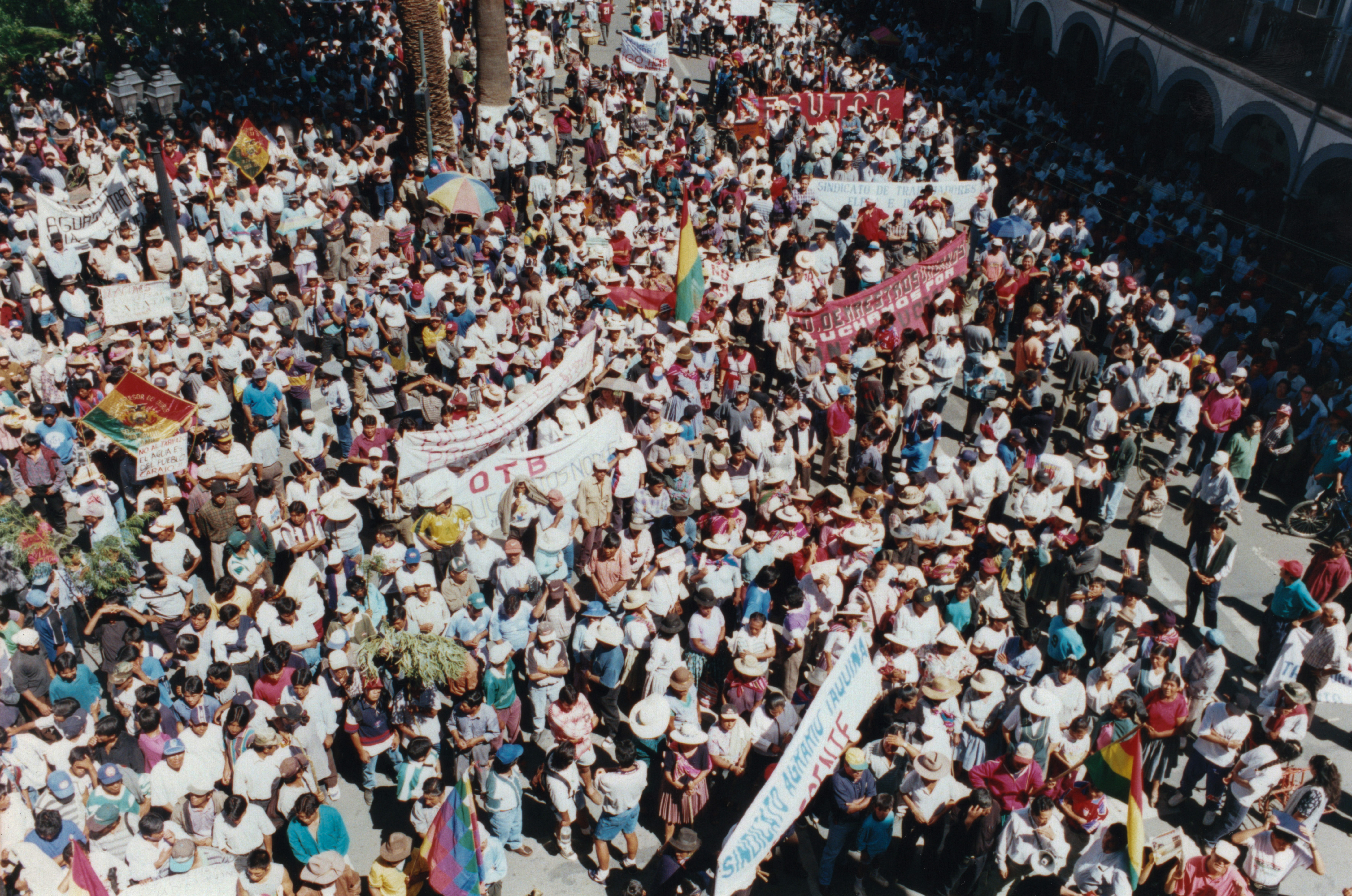
Protestations durant la guerre de l'eau à Cochabamba.

La guerre de l'eau en Bolivie, aussi appelée la guerre de l'eau de Cochabamba, désigne des séries de mobilisations qui se déroulent à Cochabamba, la quatrième ville de Bolivie, entre janvier et avril 2000. Des associations, syndicats et paysans organisent de grandes manifestations à la suite de la privatisation du système municipal de gestion de l'eau. Consécutif au doublement des prix de l'entreprise Aguas del Tunari, filiale du groupe nord-américain Bechtel, ce cycle de protestation s'est conclu par l'annulation du contrat de concession de service public de dollars américains à la Bolivie. La médiatisation de cet événement a fait de Cochabamba un symbole international de la résistance des populations face aux multinationales.

## Contexte
En septembre 1999, dans le cadre d'une politique de privatisation des services publics demandée par la Banque Mondiale, la multinationale Bechtel signe un contrat avec Hugo Banzer, président et ancien dictateur de Bolivie, pour privatiser le service des eaux de Cochabamba. Le contrat est officiellement accordé à une entreprise nommée Aguas del Tunari, un consortium formé par Bechtel (participant à hauteur de 27,5 %), l'entreprise nord-américaine Edison, les entreprises boliviennes A. Petricevich et S. Doria Medina, et le consortium espagnol Abengoa S.A. (participant à hauteur de 25 %). Peu après avoir pris le contrôle du réseau, le consortium augmente les prix de l'eau de plus de 50 %. Dans un pays où beaucoup ne gagnent pas plus de 100 dollars par mois, d'aucuns devaient débourser jusqu'à 20 dollars par mois pour obtenir de l'eau, soit plus de leur budget mensuel en nourriture. Ignorant la réalité de la situation, le directeur du consortium déclare alors simplement que « si les gens ne payaient pas leurs factures d'eau, leur eau serait coupée », suscitant la grogne dans la population.   

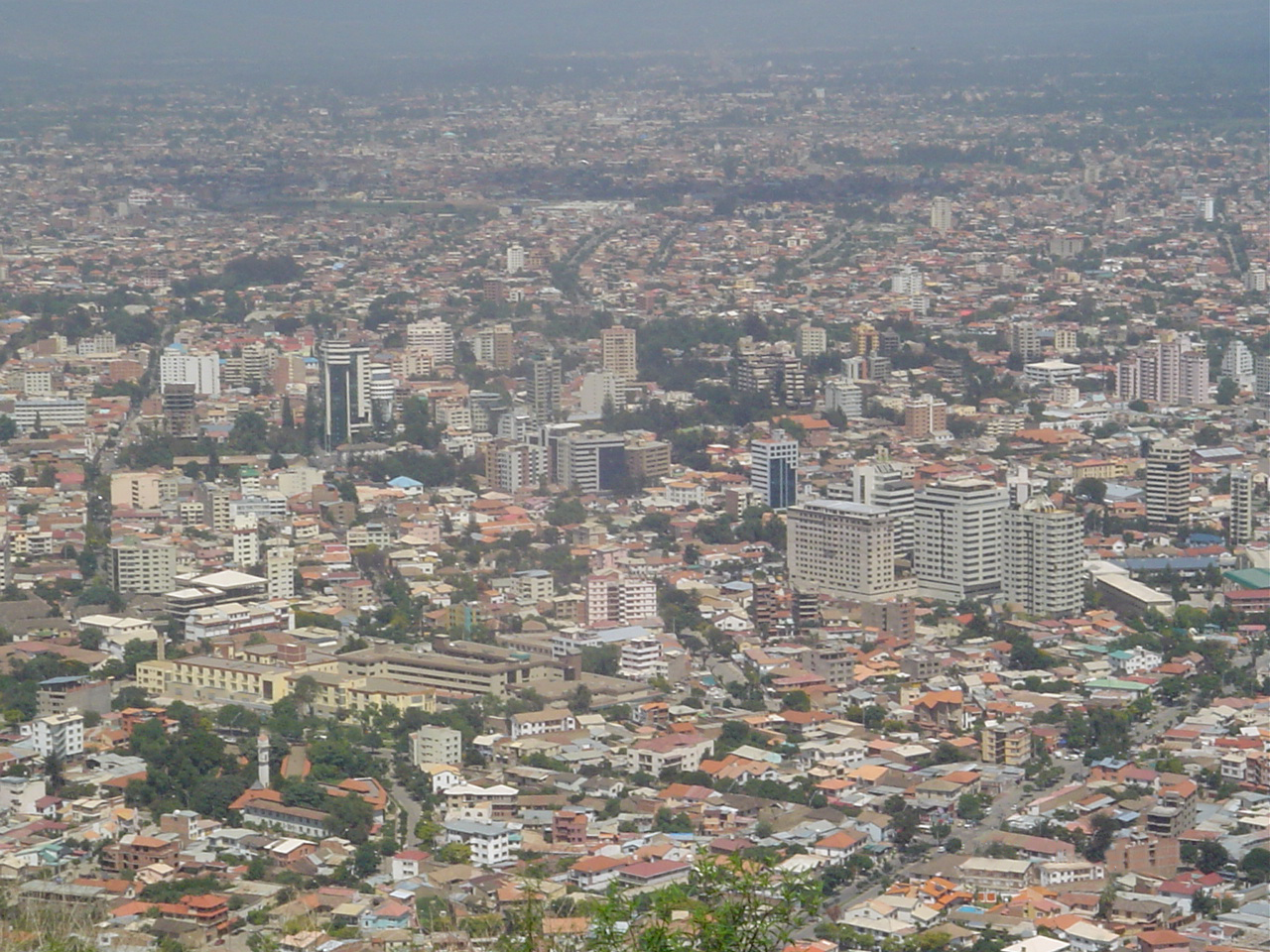
Cochabamba en 2005.

Les plaintes des couches les plus pauvres de la société sont rapidement rejointes par celles des propriétaires de la classe moyenne et des propriétaires des grandes entreprises qui ont vu leurs factures d'eau augmenter. Ces plaintes, ainsi qu'un décret interdisant à la population d'utiliser l'eau de pluie,, ont été à l'origine des manifestations dites de la guerre de l'eau en 2000. Plusieurs personnes se voient alors obligées de retirer leurs enfants de l'école ou de cesser de se rendre chez le médecin en conséquence de cette augmentation.   

## Déroulement

### Premiers affrontements
En réaction à cette situation, plusieurs mécontents se mobilisent et forment un groupe de protestation, représenté par le dirigeant syndical Oscar Olivera, la Coordination pour la défense de l'eau et de la vie ou la Coordinadora. Les paysans, les ouvriers et les plus pauvres de la société sont particulièrement représentés dans ce mouvement contestataire. Au début du mois de janvier 2000, le groupe déclenche des manifestations de grande ampleur dans la ville de Cochabamba. Une grève générale est déclenchée et l'économie de la ville est paralysée durant quatre jours. Bien qu'une délégation ministérielle se rende à Cochabamba et accepte de baisser les tarifs de l'eau, les manifestations continuent. Le 4 février 2000, des milliers de manifestants sont accueillis par les troupes et les forces de l'ordre venues d'Oruro et de La Paz. Deux jours d'affrontements ont lieu et la police use de gaz lacrymogènes. Près de 200 personnes sont incarcérées, 70 manifestants et 51 policiers sont blessés. 
La Coordinadora tente de négocier avec le gouvernement et organise en mars 2000 un référendum duquel il ressort que 96 % des votants sont favorables à l'annulation du contrat avec Aguas del Tunari. Le gouvernement refuse toute négociation, et ce, malgré que l'Église catholique tente de servir comme médiatrice dans le conflit. En avril 2000, plusieurs dirigeants des protestations sont arrêtés, dont Oscar Olivera. Certains sont libérés dès le lendemain et d'autres sont incarcérés dans la prison de San Joaquín, en pleine Amazonie bolivienne, près du Brésil. Des manifestations s'étendent à d'autres régions du pays, notamment La Paz, Oruro, Potosí et des zones rurales et de nouvelles revendications émergent, telles que la crise du chômage et les difficultés économiques du pays. Plusieurs routes nationales sont bloquées.

### Déclenchement de la loi martiale et accentuation de la violence
La loi martiale est déclarée le 8 avril 2000 par le président Hugo Banzer, et ce, selon lui, « afin de protéger la loi et l'ordre ». Selon le ministre de l'Information, Ronald MacLean Abaroa, l'état de siège est nécessaire en raison du blocage des routes d'accès de certaines villes et des pénuries alimentaires. Le décret présidentiel suspend certaines garanties constitutionnelles, notamment en permettant à la police d'arrêter les meneurs de la manifestation sans mandat, en restreignant les déplacements et l'activité politique et en instaurant un couvre-feu,. La liberté de la presse est restreinte, les stations de radio sont prises d'assaut par l'armée et certains journalistes arrêtés. La police bolivienne procède à des raids nocturnes et des arrestations massives, notamment de dirigeants syndicaux et civiques. Des affrontements entre policiers et manifestants surviennent, les uns projetant des gaz lacrymogènes et des balles de caoutchouc, les autres, des pierres et des cocktails Molotov, ceci provoquant des dizaines de blessés et six morts. Depuis le retour de la démocratie en Bolivie en 1982, il s'agit de la septième fois que le recours à l'état de siège est utilisé par le pouvoir présidentiel. 
Le 9 avril, l'armée tente de démanteler un barrage routier près d'Achacachi, mais rencontre de la résistance de la part de manifestants. L'armée fait feu et tue deux personnes, dont un adolescent. Les manifestants s'emparent des armes des soldats et s'en servent pour blesser le commandant de bataillon et le capitaine. Ce dernier sera retrouvé à l'hôpital par les manifestants, battu à mort et démembré par les manifestants. Le même jour, 800 policiers de La Paz en grève tirent des gaz lacrymogènes sur les soldats, qui eux tirent ensuite en l'air, afin de protester contre leurs mauvaises conditions de travail. En réaction, le gouvernement leur offre une augmentation salariale de 50 % et s'assure de la reprise par ceux-ci de leurs actions coercitives contre les manifestants. La police de Santa Cruz déclenche ensuite sa propre grève en réaction à l'augmentation octroyée à leurs confrères de La Paz.  

### Dénouement
La diffusion d'un enregistrement télévisé d'un capitaine de l'armée bolivienne, Robinson Iriarte de la Fuente, tirant avec un fusil sur une foule de manifestants, blessant de nombreuses personnes et tuant un manifestant (Victor Hugo Daza, 17 ans) le 8 avril provoque une colère intense et instantanée des groupes protestataires. La police informe les dirigeants du consortium Aguas del Tunari qu'elle ne peut plus assurer leur sécurité et ceux-ci quittent Cochabamba vers Santa Cruz.  
Après plusieurs jours dans la clandestinité, Oscar Olivera signe un accord le 10 avril avec le gouvernement prévoyant le retrait d'Aguas del Tunari de la gestion du réseau d'eau municipal et sa cession à la Coordinadora, la libération des manifestants arrêtés et l'abrogation de la loi 2029 qui permettait la privatisation du réseau d'eau. Le gouvernement Banzer déclare alors à Aguas del Tunari qu'en quittant Cochabamba, le consortium avait « abandonné » la concession et déclare révoqué le contrat de 200 millions de dollars. 
Au total, plus de 170 participants aux manifestations seront blessés au cours de la guerre de l'eau. Alors que la situation économique nationale empire et que les manifestations prennent de l'ampleur, le gouvernement bolivien interrompt le contrat avec Bechtel. Celui-ci obtient 25 millions de dollars de l’État bolivien pour rupture de contrat et pertes sur investissement.

## Cinéma
- Le film d'Icíar Bollaín avec Luis Tosar et Gael García Bernal, También la lluvia (2010), raconte l'histoire de réalisateurs venus tourner en Bolivie un film sur la colonisation par les conquistadores et pris dans la tourmente de la guerre de l'eau[11].

- Cet évènement est évoqué dans le film On est vivants (2015) de Carmen Castillo.
- Le court-métrage d'animation Abuela Grillo adapte un mythe Ayoréo (peuple nomade de l'Est bolivien) au contexte de la privatisation de l'eau. Réalisée par Michel Tekoutcheff et mise en images par un collectif d'artistes boliviens, l'animation donne vie à une grand-mère grillon (Abuela Grillo en bolivien) dont le pouvoir de faire naître la pluie par son chant sera exploité par de sombres marchands d'eau[12].
- Le documentaire canadien The Corporation (2003) de Jennifer Abbott fait état de cet évènement.